# Jizerské hory (mikroregion)
Jizerské hory je dobrovolný svazek obcí v okresu Jablonec nad Nisou, jeho sídlem je Jablonec nad Nisou a jeho cílem je vzájemná spolupráce a koordinace činností v oblasti rozvoje regionu. Sdružuje celkem 8 obcí a byl založen v roce 1999.

## Obce sdružené v mikroregionu
- Bedřichov
- Jablonec nad Nisou
- Janov nad Nisou
- Lučany nad Nisou
- Nová Ves nad Nisou
- Pulečný
- Rychnov u Jablonce nad Nisou
- Smržovka
- Josefův Důl
- Maršovice
- Dalešice
- Rádlo